# Buchholz (Mecklemburgo-Pomerania Occidental)
Buchholz es un municipio situado en el distrito de Llanura Lacustre Mecklemburguesa, en el estado federado de Mecklemburgo-Pomerania Occidental (Alemania), a una altitud de 60 metros. Su población a finales de 2016 era de 140 habs. y su densidad poblacional, 9 hab/km².
Se encuentra junto a la frontera con el estado de Brandeburgo, al sur del distrito.